# Anticlea neglecta
Anticlea neglecta är en nysrotsväxtart som först beskrevs av Espejo, López-ferr. och Ceja, och fick sitt nu gällande namn av Wendy Beth Zomlefer och Walter Stephen Judd. Anticlea neglecta ingår i släktet Anticlea och familjen nysrotsväxter. Inga underarter finns listade.